# Championnats du monde de cyclisme UCI 2023
Navigation
2027
Les championnats du monde de cyclisme UCI 2023, sont l'édition inaugurale des championnats du monde de cyclisme UCI qui ont lieu du 3 au 13 août 2023 à Glasgow, en Écosse, au Royaume-Uni,.
Ces mondiaux, qui se déroulent tous les quatre ans au cours de l'année précédant les Jeux olympiques, accueillent treize championnats du monde de cyclisme dans différentes disciplines (route, piste, VTT...).
Les championnats du monde de cyclo-cross, qui sont considérés comme une discipline hivernale et nécessitent un terrain spécifique, ne sont pas inclus.
L'événement dispose d'un budget de 45 à 50 millions de livres sterling, avec un financement provenant de divers organismes locaux et nationaux, dont le gouvernement écossais et UK Sport. Le conseil municipal de Glasgow a fourni 15 millions de livres sterling aux championnats après avoir prédit que les retombées économiques totaliseraient 67 millions de livres sterling.

## Championnats et sites
Les Championnats du monde de cyclisme UCI 2023 accueillent 13 championnats du monde UCI individuels et sont le plus grand événement cycliste jamais organisé. Le calendrier complet est annoncé le 8 septembre 2022.
Au total, plus de 190 champions du monde seront couronnés et 2 600 athlètes sont attendus pour participer aux épreuves.
| Championnats                                           | Championnats                                           | Site(s)                                                                |
| ------------------------------------------------------ | ------------------------------------------------------ | ---------------------------------------------------------------------- |
| Championnats du monde de cyclisme sur route (2023)     | Championnats du monde de cyclisme sur route (2023)     | Édimbourg et Glasgow (course en ligne) Stirling (contre-la-montre)     |
| Championnats du monde de paracyclisme sur route (2023) | Championnats du monde de paracyclisme sur route (2023) | Glasgow et Dumfries and Galloway                                       |
| Championnats du monde de cyclisme sur piste (2023)     | Championnats du monde de cyclisme sur piste (2023)     | Sir Chris Hoy Velodrome                                                |
| Championnats du monde de paracyclisme sur piste (2023) |                                                        | Sir Chris Hoy Velodrome                                                |
| Championnats du monde de VTT marathon (2023)           | Championnats du monde de VTT marathon (2023)           | Glentress Forest (en)                                                  |
| Championnats du monde de VTT (2023)                    | Cross-country                                          | Glentress Forest (en)                                                  |
| Championnats du monde de VTT (2023)                    | Descente                                               | Fort William                                                           |
| Championnats du monde de cyclisme urbain (2023)        | BMX freestyle Flatland                                 | Glasgow Green                                                          |
| Championnats du monde de cyclisme urbain (2023)        | BMX freestyle Park                                     | Glasgow Green                                                          |
| Championnats du monde de cyclisme urbain (2023)        | Trial                                                  | Glasgow Green                                                          |
| Championnats du monde de BMX racing (2023)             | Championnats du monde de BMX racing (2023)             | Glasgow BMX Centre                                                     |
| Championnats du monde de cyclisme en salle (2023)      | Championnats du monde de cyclisme en salle (2023)      | Emirates Arena                                                         |
| Championnats du monde de Gran Fondo                    | Championnats du monde de Gran Fondo                    | Perth and Kinross (course en ligne) Dundee et Angus (contre-la-montre) |

## Calendrier
| C | Jour de compétition |  | Nombre de finales |

| BMX freestyle Flatland |   |    |    |    |    |    |    |    | 2  |    |    |    | 2   |
| BMX freestyle Park     |   |    |    |    |    | 2  |    |    |    |    |    |    | 2   |
| BMX racing             |   |    |    |    |    |    |    | 2  |    |    |    | 6  | 8   |
| Cyclisme en salle      |   |    |    |    |    |    |    |    |    | 1  | 2  | 4  | 7   |
| Cyclisme sur piste     |   | 3  | 3  | 2  | 4  | 3  | 3  | 4  |    |    |    |    | 22  |
| Cyclisme sur route     |   |    |    | 2  | 1  |    | 1  | 1  | 3  | 2  | 1  | 2  | 13  |
| Gran Fondo             |   |    | 20 |    |    | 22 |    |    |    |    |    |    | 42  |
| Paracyclisme sur piste |   | 8  | 7  | 5  | 8  | 12 | 8  |    |    |    |    |    | 48  |
| Paracyclisme sur route |   |    |    |    |    |    |    | 14 | 12 | 14 | 12 | 1  | 53  |
| Trial                  |   |    |    |    |    |    |    | 1  |    |    | 5  |    | 6   |
| VTT cross-country      |   |    |    |    |    |    |    | 3  | 4  | 2  | 2  |    | 11  |
| VTT descente           |   |    | 2  | 2  |    |    |    |    |    |    |    |    | 4   |
| VTT marathon           |   |    |    |    | 2  |    |    |    |    |    |    |    | 2   |
| Maillots arc-en-ciel   | 0 | 11 | 32 | 11 | 15 | 39 | 12 | 25 | 21 | 19 | 22 | 13 | 220 |

## Tableau des médailles
Deux tableaux de médailles sont publiés par l'UCI, un pour le paracyclisme (piste et route) et un pour toutes les autres disciplines. Ce dernier à la particularité d'inclure également les résultats des mondiaux de Gran Fondo et des deux épreuves « Masters » du BMX racing, bien que les athlètes élites ne sont pas autorisés à prendre part à ces compétitions.
| Rang  | Nation            | Or  | Argent | Bronze | Total |
| ----- | ----------------- | --- | ------ | ------ | ----- |
| 1     | Grande-Bretagne   | 47  | 23     | 30     | 100   |
| 2     | France            | 26  | 28     | 25     | 79    |
| 3     | Pays-Bas          | 20  | 15     | 3      | 38    |
| 4     | Allemagne         | 19  | 19     | 15     | 53    |
| 5     | États-Unis        | 15  | 9      | 13     | 37    |
| 6     | Belgique          | 10  | 8      | 11     | 29    |
| 7     | Suisse            | 9   | 9      | 7      | 25    |
| 8     | Chine             | 8   | 12     | 11     | 31    |
| 9     | Nouvelle-Zélande  | 8   | 8      | 15     | 31    |
| 10    | Australie         | 7   | 21     | 10     | 38    |
| 11    | Espagne           | 7   | 10     | 5      | 22    |
| 12    | Italie            | 7   | 9      | 14     | 30    |
| 13    | Danemark          | 4   | 2      | 5      | 11    |
| 14    | Canada            | 3   | 7      | 9      | 19    |
| 15    | Japon             | 3   | 6      | 6      | 15    |
| 16    | Norvège           | 3   | 3      | 2      | 8     |
| 17    | Autriche          | 2   | 3      | 9      | 14    |
| 18    | Irlande           | 2   | 3      | 6      | 11    |
| 19    | Pologne           | 2   | 2      | 2      | 6     |
| 20    | Ukraine           | 2   | 2      | 0      | 4     |
| 21    | Tchéquie          | 2   | 1      | 0      | 3     |
| 22    | Israël            | 2   | 0      | 0      | 2     |
| 22    | Lettonie          | 2   | 0      | 0      | 2     |
| 24    | Brésil            | 1   | 3      | 3      | 7     |
| 25    | Colombie          | 1   | 2      | 2      | 5     |
| 26    | Portugal          | 1   | 2      | 0      | 3     |
| 27    | Afrique du Sud    | 1   | 1      | 0      | 2     |
| 27    | Argentine         | 1   | 1      | 0      | 2     |
| 29    | Suède             | 1   | 0      | 1      | 2     |
| 30    | Hongrie           | 1   | 0      | 0      | 1     |
| 30    | Kazakhstan        | 1   | 0      | 0      | 1     |
| 30    | Liechtenstein     | 1   | 0      | 0      | 1     |
| 30    | Luxembourg        | 1   | 0      | 0      | 1     |
| 34    | Slovaquie         | 0   | 2      | 2      | 4     |
| 35    | Corée du Sud      | 0   | 2      | 0      | 2     |
| 35    | Thaïlande         | 0   | 2      | 0      | 2     |
| 37    | Chili             | 0   | 1      | 0      | 1     |
| 37    | Trinité-et-Tobago | 0   | 1      | 0      | 1     |
| 37    | Venezuela         | 0   | 1      | 0      | 1     |
| 40    | Slovénie          | 0   | 0      | 4      | 4     |
| 41    | Costa Rica        | 0   | 0      | 1      | 1     |
| 41    | Équateur          | 0   | 0      | 1      | 1     |
| 41    | Finlande          | 0   | 0      | 1      | 1     |
| 41    | Hong Kong         | 0   | 0      | 1      | 1     |
| 41    | Malaisie          | 0   | 0      | 1      | 1     |
| Total | Total             | 220 | 218    | 215    | 653   |